# Vespucio Norte (métro de Santiago)
Vespucio Norte est une station terminus du métro de Santiago sur la ligne 2, dans les communes de Recoleta et Huechuraba.

## Histoire
La station est ouverte depuis 2006. Son nom vient de l'avenue Américo Vespucio avec Av. Principal Ignacio Carrera Pinto, près de l'intersection avec l'avenue Recoleta est situé juste au-dessus de la station.